# Lista de santuários em Portugal
Esta é uma lista de santuários católicos em Portugal:

## A
- Santuário da Beata Alexandrina, Balazar (Póvoa de Varzim)
- Santuário de Santo António de Lisboa, Santa Maria Maior (Lisboa)
- Santuário de Santo Apolinário, Urrós (Torre de Moncorvo)
- Santuário de Nossa Senhora da Ajuda, Malhada Sorda (Guarda)
- Santuário de Nossa Senhora da Ajuda, Ajuda (Arranhó)
- Santuário de Nossa Senhora da Atalaia, Atalaia (Montijo)
- Santuário de Nossa Senhora da Assunção, Messejana (Aljustrel)
- Santuário de Nossa Senhora do Alívio, Soutelo (Vila Verde)
- Santuário de Nossa Senhora do Almurtāo, (Idanha a Nova),

## B
- Santuário do Bom Jesus do Monte (Braga)[1]
- Santuário de São Bento da Porta Aberta, Rio Caldo (Terras de Bouro)
- Santuário de Nossa Senhora da Boa Nova, Terena
- Santuário do Bom Jesus de Cambeses, Cambeses (Barcelos)

## C
- Santuário Nacional de Cristo Rei (Almada)
- Santuário do Coração de Jesus (Ermesinde)

## E
- Santuário de Nossa Senhora das Ermidas, São Paio do Mondego, (Penacova)
- Santuário de Santa Eufémia, Serra da Moita, Mouronho, (Tábua)

## F
- Santuário de Nossa Senhora de Fátima, Cova da Iria (Fátima)[2][3]

## L
- Santuário de La Salette (Oliveira de Azeméis)[4]

## M
- Santuário do Menino Jesus de Praga, Avessadas (Marco de Canaveses)

## N
- Santuário de Nossa Senhora da Conceição de Vila Viçosa[2]
- Santuário da Nossa Senhora da Encarnação de Leiria
- Santuário de Nossa Senhora da Nazaré, Sítio da Nazaré (Nazaré)[2]
- Santuário de Nossa Senhora da Rocha, Queijas (Oeiras)
- Santuário de Nossa Senhora da Saúde de Gestoso (Vale de Cambra)
- Santuário de Nossa Senhora da Saúde, Sacavém (Loures)
- Santuário de Nossa Senhora das Neves, Lamas (Cadaval)
- Santuário de Nossa Senhora de Alcamé, Vila Franca de Xira
- Santuário de Nossa Senhora do Aviso, Serapicos (Bragança)
- Santuário de Nossa Senhora do Socorro, Albergaria-a-Velha
- Santuário de Nossa Senhora do Socorro, Enxara do Bispo (Mafra)
- Santuário de Nossa Senhora dos Milagres, (São João da Madeira)
- Santuário de Nossa Senhora dos Milagres, Dois Portos (Torres Vedras)
- Santuário de Nossa Senhora dos Remédios (Lamego)[2][5]
- Santuário de Nossa Senhora dos Remédios (Peniche)
- Santuário de Nossa Senhora da Graça (Mondim de Basto)

## O
- Santuário de Nossa Senhora da Ortiga (Ortiga, Fátima)[6][7]

## P
- Santuário de Nossa Senhora da Paz (Vila Chã, Ponte da Barca)
- Santuário de Nossa Senhora da Piedade (Mãe Soberana) (Loulé)[2]
- Santuário de Nossa Senhora da Piedade (Sanfins do Douro), (Sanfins do Douro)
- Santuário de Nossa Senhora da Piedade da Merceana, Olhalvo (Alenquer)
- Santuário de Nossa Senhora da Piedade da Serra, Almargem do Bispo (Sintra)
- Santuário de Nossa Senhora da Penha de França, Penha de França (Lisboa)
- Santuário de Nossa Senhora da Piedade (Sanfins do Douro)

## R
- Santuário da Rainha Santa Isabel (Coimbra)[8]

## S
- Santuário do Sameiro (Braga)[2]
- Santuário de Santa Rita
- Santuário de Senhor Jesus da Boa-Morte (Povos, Vila Franca de Xira)
- Santuário do Senhor Jesus dos Milagres (Milagres, Leiria)
- Santuário do Senhor Jesus da Pedra (Óbidos)
- Santuário de Senhor Jesus do Calvário (Matacães)
- Santuário do Bom Jesus do Carvalhal (Carvalhal, Bombarral)
- Santuário do Senhor da Serra (Semide, Miranda do Corvo)
- Santuário do Senhor Jesus da Piedade (Elvas)
- Santuário de Santa Quitéria de Meca (Meca, Alenquer)
- Santuário do Santíssimo Milagre de Santarém (Santarém)